# 土屋憲一
土屋 憲一（つちや けんいち）はゲームミュージック作曲家。1995年に株式会社アトラスに入社し、以後同社の看板作品である『女神転生』シリーズの楽曲や効果音を多数手がける。

## 来歴
作曲だけでなく『女神転生シリーズ』を始めアトラスゲームの多数の作品の効果音を手がけ、リメイク版『デビルサマナー ソウルハッカーズ』や『真・女神転生IV』ではサウンドディレクターを務めた。
サウンドトラックのライナーノーツ等で自身を「アトラスサウンドチームの雑用番長」「ネタ担当」「メガテン右翼」等と称している。

## 主な作品

### 作曲
- 女神異聞録ペルソナ（1996年、PS） - 青木秀仁、沖辺美佐紀、目黒将司と共同
- レブス（1998年、PS） - 黒川真毅と共同
- ペルソナ2 罪（1999年、PS） - 田崎寿子、黒川真毅と共同
- ペルソナ2 罰（2000年、PS） - 田崎寿子、黒川真毅と共同
- 真・女神転生if...（2002年、PS） - リメイク版の追加BGMを作曲（オリジナルは1994年発売）
- 真・女神転生III-NOCTURNE（2003年、PS2） - 目黒将司、田崎寿子と共同
- 真・女神転生III-NOCTURNE マニアクス（2004年、PS2） - 目黒将司、田崎寿子と共同
- DIGITAL DEVIL SAGA アバタール・チューナー（2004年、PS2） - 目黒将司と共同
- 超執刀 カドゥケウス（2005年、DS） - 目黒将司と共同
- グローランサーV（2006年、PS2） - 関衛介と共同
- グローランサーVI（2007年、PS2） - 関衛介、喜多條敦志と共同
- Persona（2009年、PSP） - 目黒将司と共同
- 東京鬼祓師 鴉乃杜學園奇譚（2010年、PSP） - 喜多條敦志と共同
- 真・女神転生IV（2013年、3DS） - 小塚良太、小西利樹と共同